# جابر بن منصور السكري
جابر بن منصور السكري، طبيب مسلم معروف، وُلِد في الموصل بالعراق وعاش في بعض مراحل حياته بحلب في سوريا وتُوفيّ فيها بأواخر القرن الرابع الهجري.

## سيرته
طبيب من أهل الموصل، كان مسلماً تقياً عالماً ومتفنناً في صناعة الطب وله التميز فيها، وصفه ابن أبي أصيبعة: «وكان مسلمًا ديناً، عالمًا بصناعة الطب، من أكبر المتميزين فيها...»
وقد لحق جابر بالطبيب أحمد بن أبي الأشعث وقرأ عليه في الموصل تحديداً وذلك يعود إلى أن شيخه، ومعلمه ابن أبي الأشعث كان قد جاء من بلاد فارس واتخذ الموصل موطناً فدرس الطب على يديه.
ثُمّ في عام 360 هـ-970 م أكمل تعلم الطب على يد تلميذ ابن أبي الأشعث الطبيب محمد بن ثواب الموصلي لذا يعد جابر من تلامذة الطبيب محمد بن ثواب أيضًا.
وقد اشتهر جابر بصناعة الطب وأعمالها، وطال عُمره وعاش كثيراً، وكان أكثر مقامه بالموصل رغم إقامته لمدة طويلة في حلب، ولم ينتقل إلى حلب بشكل رسمي، إنما كان ابنه الطبيب ظافر هُوّ من هاجر وانتقل إلى حلب وأكمل حياته فيها وبقي نسله هُناك.
لم يكُن جابر الطبيب الوحيد في عائلته بل كان الأوَّل بينهم فقط إذ توالد الأطباء من ذريته وتوارثوا العلم جيلاً جيلاً، ومن هؤلاء ابنه الطبيب ظافر بن جابر السكري، وحفيده موهوب بن ظافر السكري، وابن حفيده جابر بن موهوب السكري.